# Louis E. Eliasberg
Louis Edward Eliasberg, Sr. (12 février 1896 - 20 février 1976) est un financier et numismate américain. 

## Biographie
Natif de Selma, en Alabama, Eliasberg est surtout connu dans la communauté numismatique pour avoir constitué la seule collection complète de pièces américaines jamais réunie, en veillant à ce que les pièces soient dans le meilleur état possible. Bien que l'ensemble ne soit pas vraiment complet selon les normes modernes (par exemple, il ne faisait pas de différence entre les belles épreuves et les pièces en circulation, comme le font la plupart des collectionneurs et des registres de séries modernes), cela reste la collection numismatique américaine la plus complète à ce jour.

## Collection

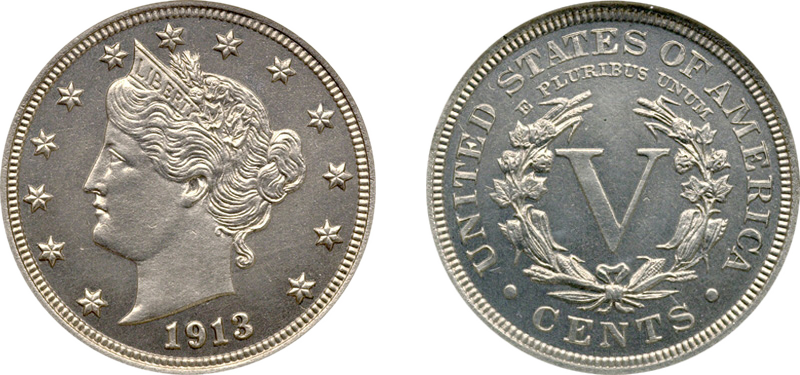
Le spécimen Eliasberg de la pièce de 5 cents Liberty Head de 1913

La collection Eliasberg ne faisait pas de distinction entre les épreuves et les frappes circulantes et les variations de matrices n'étaient pas mises en évidence. Il n'y avait pas d'exceptions, sauf si l'on considère le Double Eagle de 1849 comme une pièce de monnaie. Elle est généralement classée comme pièce modèle et seules deux pièces ont été fabriquées : l'une est exposée à la Smithsonian Institution et l'autre a été donnée à William M. Meredith, alors secrétaire au Trésor, mais on ne sait pas où elle se trouve par la suite. Personne n'avait jamais accompli cet exploit de collectionneur de pièces auparavant, et probablement personne ne l'accomplira plus jamais. Il y avait une ou deux pièces inconnues au moment de l'achèvement de sa collection qui ont été découvertes par la suite.

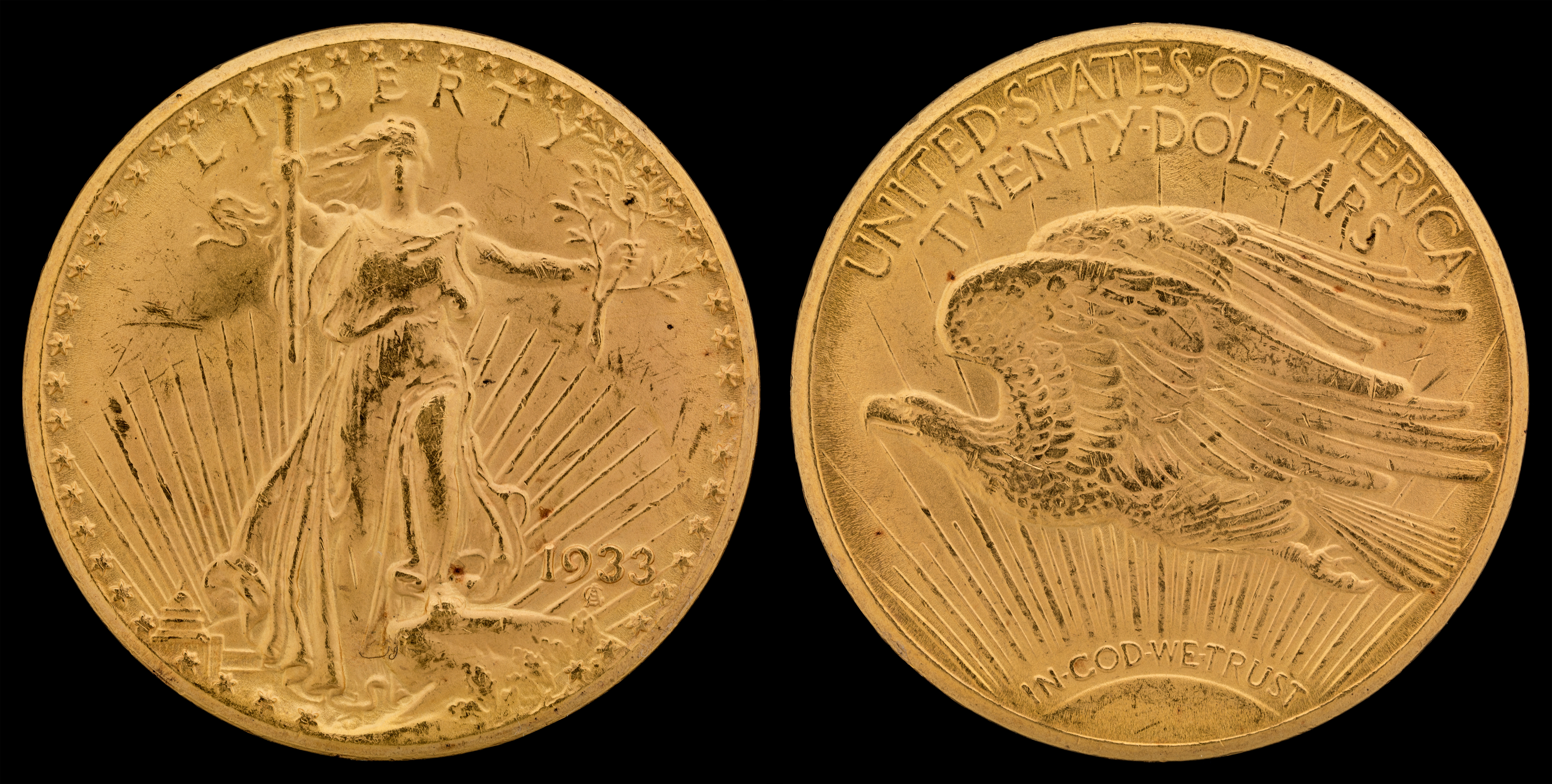
Double Eagle de 1933.

Parmi les pièces phares de la collection Eliasberg, on trouve une pièce de monnaie Liberty Head de 1913 (en) connue sous le nom de « Eliasberg Specimen ». La pièce a ensuite été achetée par un collectionneur californien non identifié pour 5 millions de dollars, le 25 avril 2007. Une autre pièce est la pièce de dix cents Liberty Seated de 1873-CC no arrow. Cette pièce est également remarquable parce qu'elle est la dernière pièce nécessaire pour compléter la collection Eliasberg.
Il a possédé à un moment donné une pièce de 20 dollars en or de 1933 (l'une des trois pièces connues à l'époque pour appartenir à des collectionneurs privés, dont le roi Farouk d'Égypte). En apprenant que le gouvernement pensait que les pièces n'avaient pas été émises légalement par la Monnaie et qu'il les rappelait, M. Eliasberg a volontairement rendu sa pièce au gouvernement en 1952 sans compensation. En juillet 2011, un jury de la Cour de district des États-Unis a déterminé que dix autres doubles aigles de 1933 revendiqués comme propriété par Joan Langbord avaient été obtenus illégalement par Israël Switt et étaient la propriété du gouvernement des États-Unis. Cette décision a ensuite été confirmée en août suivant, mais fait l'objet d'un appel.

## Récompenses
Correspondant généreux et bien informé du public des collectionneurs de pièces, qui a appris son existence après un article de fond du magazine LIFE, Eliasberg s'est vu remettre un prix spécial par le magazine Numismatic Gallery en reconnaissance de sa réalisation unique.
Il partage ensuite sa collection entre ses deux enfants, qui l'ont vendue séparément lors de trois ventes aux enchères historiques.